# رشته‌کوه استاوونیک
رشته‌کوه استاوونیک (روسی: Становик) یکی از کوه‌های سیبری جنوبی در سرزمین زابایکالسکی ناحیه فدرالی خاور دور کشور روسیه است.